# Franklin Mendels
Pour les articles homonymes, voir Mendels.
Franklin Mendels (1943-1988), fils de Fritz et Ellen Mendels, originaires des Pays-Bas, installés en France, est un spécialiste d'histoire économique, connu entre autres pour le concept de proto-industrie. Il soutient sa thèse en 1969 à l'Université de Wisconsin intitulée Industrialization and Population Pressure in Eighteenth-Century Flanders. Son article pionnier de 1972 révolutionne la lecture de la Révolution Industrielle. Ainsi, le développement industriel dispersé dans les Flandres permet aux paysans de faire baisser l'âge des noces ce qui provoque une augmentation de la population se tournant vers une pluriactivité agricole et proto-industrielle. La paupérisation croissante de cette nouvelle main-d'œuvre amène à un regroupement des paysans pauvres dans des fabriques de plus grande taille aux mains de marchands-fabricants bien insérés avec les villes .